# Kanalhafen (Frankenthal)
Über den Kanalhafen und den zugehörigen Frankenthaler Kanal war die vorderpfälzische Stadt Frankenthal (Rheinland-Pfalz) früher mit dem 4 km östlich vorbeifließenden Rhein verbunden. Das zugeschüttete alte Hafenbecken ist nach aufwendiger Sanierung seit 2011 eine parkartige Erholungsanlage am östlichen Stadtrand von Frankenthal.

## Geographie
Das alte Hafenbecken liegt im Osten der Altstadt, unmittelbar außerhalb der ehemaligen Stadtmauer, auf 90 m Höhe. Es wird im Norden durch die Straße Am Kanal begrenzt, im Süden durch die Edigheimer Straße, die Frankenthal anschließend als B 9 in Richtung Osten verlässt und in der Nachbarstadt Ludwigshafen dann Kanaldamm heißt. Die B 9 begleitet die Trasse des einstigen Kanals, die heute zu drei Vierteln über Ludwigshafener Gebiet führt, auf den Rhein zu.

## Anlage
Der Kanal folgte der alten geologischen Abflusslinie des Fuchsbachs, der damals nördlich parallel der Isenach verlief und wie diese von links direkt in den Rhein mündete. Der noch offen durch die Stadt fließende Fuchsbach wurde gleich östlich der Frankenthaler Wohnbebauung ins Hafenbecken eingeleitet, die Isenach etwa 900 m östlich in den Kanal über einen eigens ausgehobenen Graben, der sie nach Norden führte und mit dem aktuellen Bachbett zwischen Kleiner Wald, Monte Scherbelino und der Stadtgrenze Frankenthal/Ludwigshafen identisch ist.
Der Fuchsbach wurde in der zweiten Hälfte des 20. Jahrhunderts oberhalb von Frankenthal aufgeteilt. Seine größere Wassermenge wird nun nach links in den Schrakelbach abgeleitet, nur ein kleiner Rest fließt noch in Lambsheim in die Isenach.
Der Kanal war 4467 m lang, 8 bis 19 m breit und 2 m tief. Er verlief von West nach Ost und mündete an der Stelle des heutigen Nordhafens der BASF in den Rhein. Das Hafenbecken besaß eine Länge von 95 m (von West nach Ost) und eine Breite von 48 m. Die Stirnseite des Beckens aus massiven Sandsteinquadern war die westliche Kaimauer, die heute noch erhalten ist. Etwa in ihrer Mitte stand, wie alte Bilder belegen, ein quadratisches Kranhaus mit einem hölzernen Drehkran, dahinter lag parallel zur Stadtmauer ein langgestrecktes Lagerhaus, in dem auch die Zollbehörde untergebracht war.

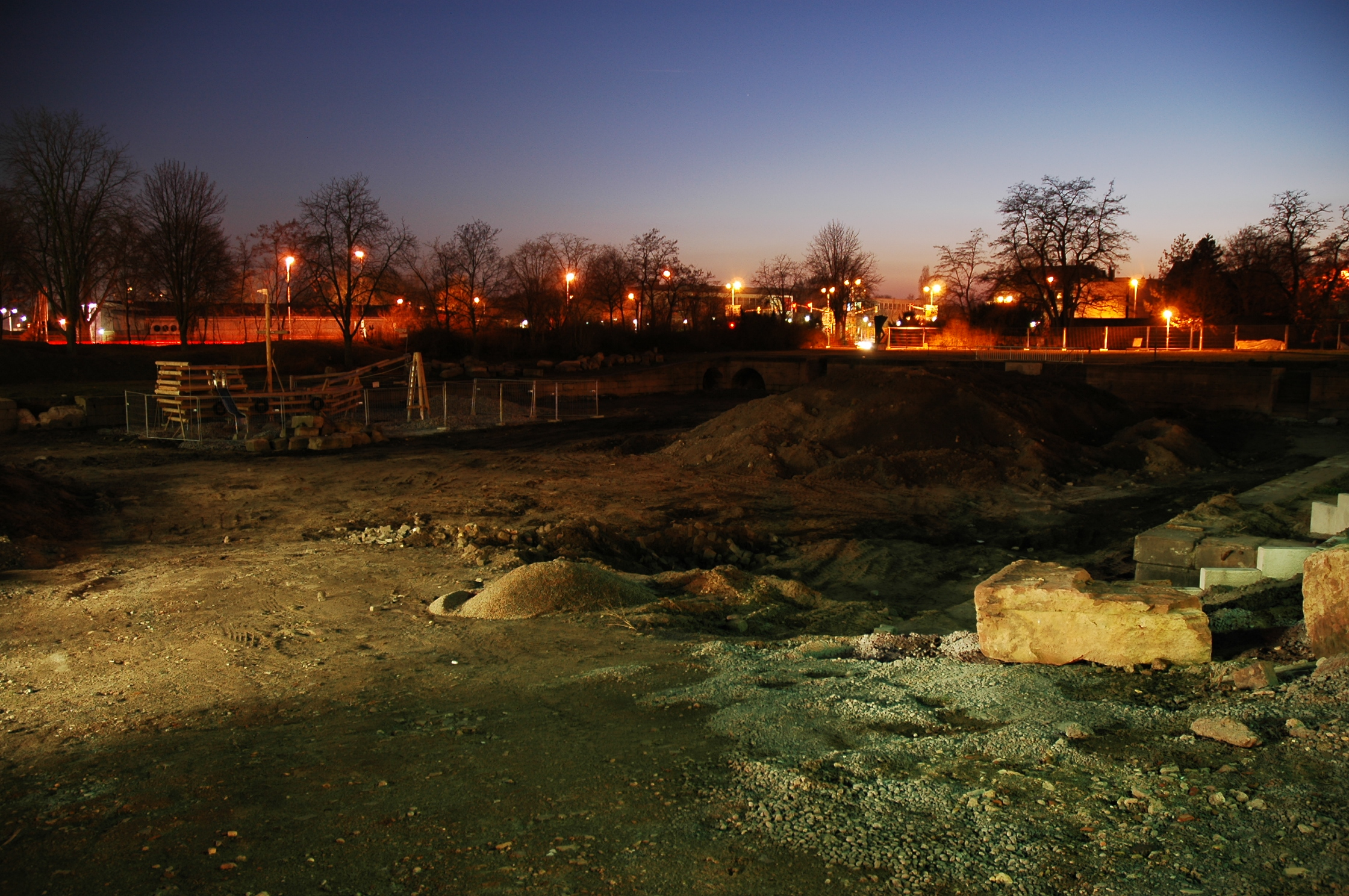
Februar 2008: Während des Umbaus
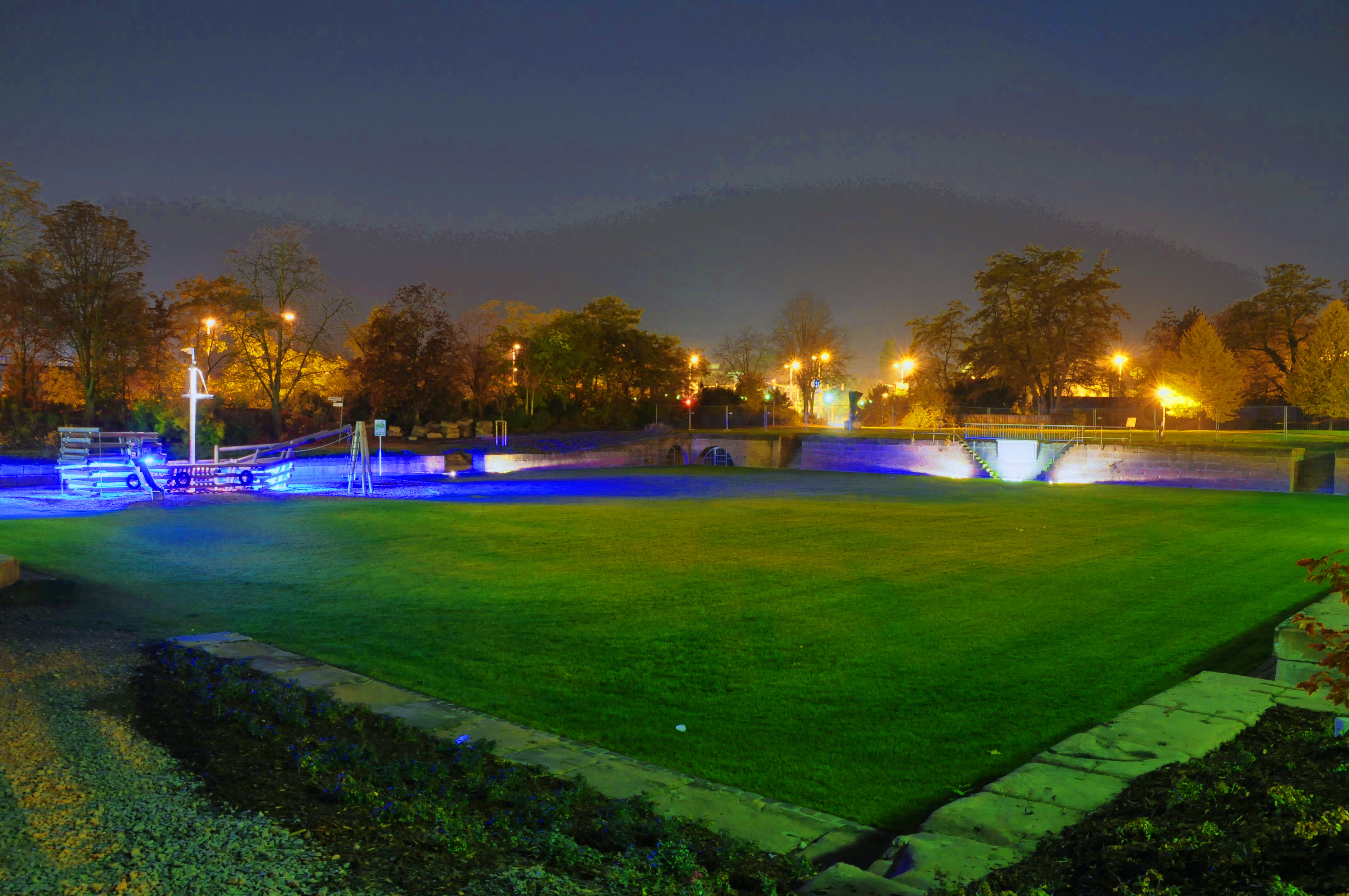
November 2009: Die neue Erholungsanlage
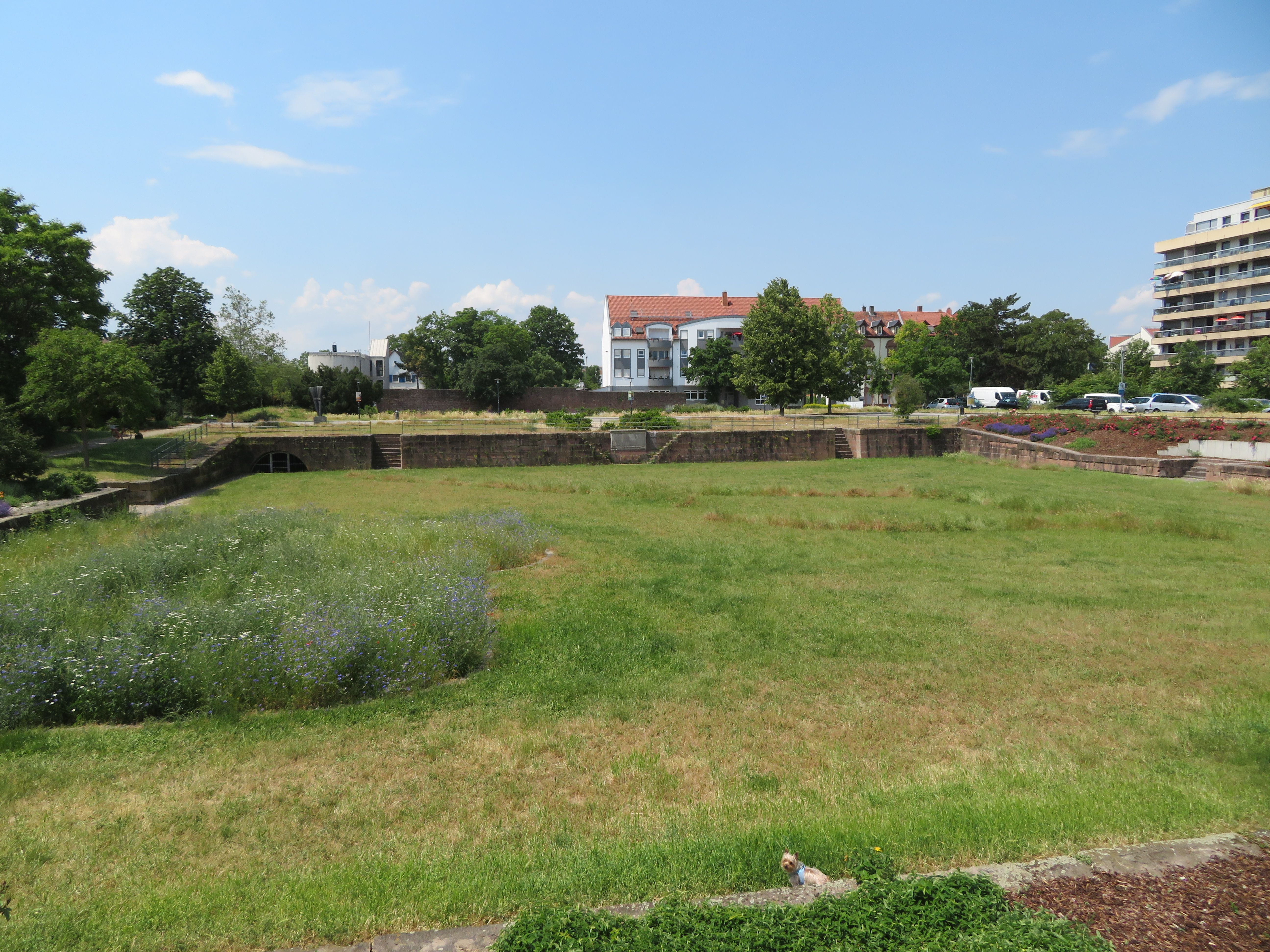
Die neue Erholungsanlage 2023 bei Tage
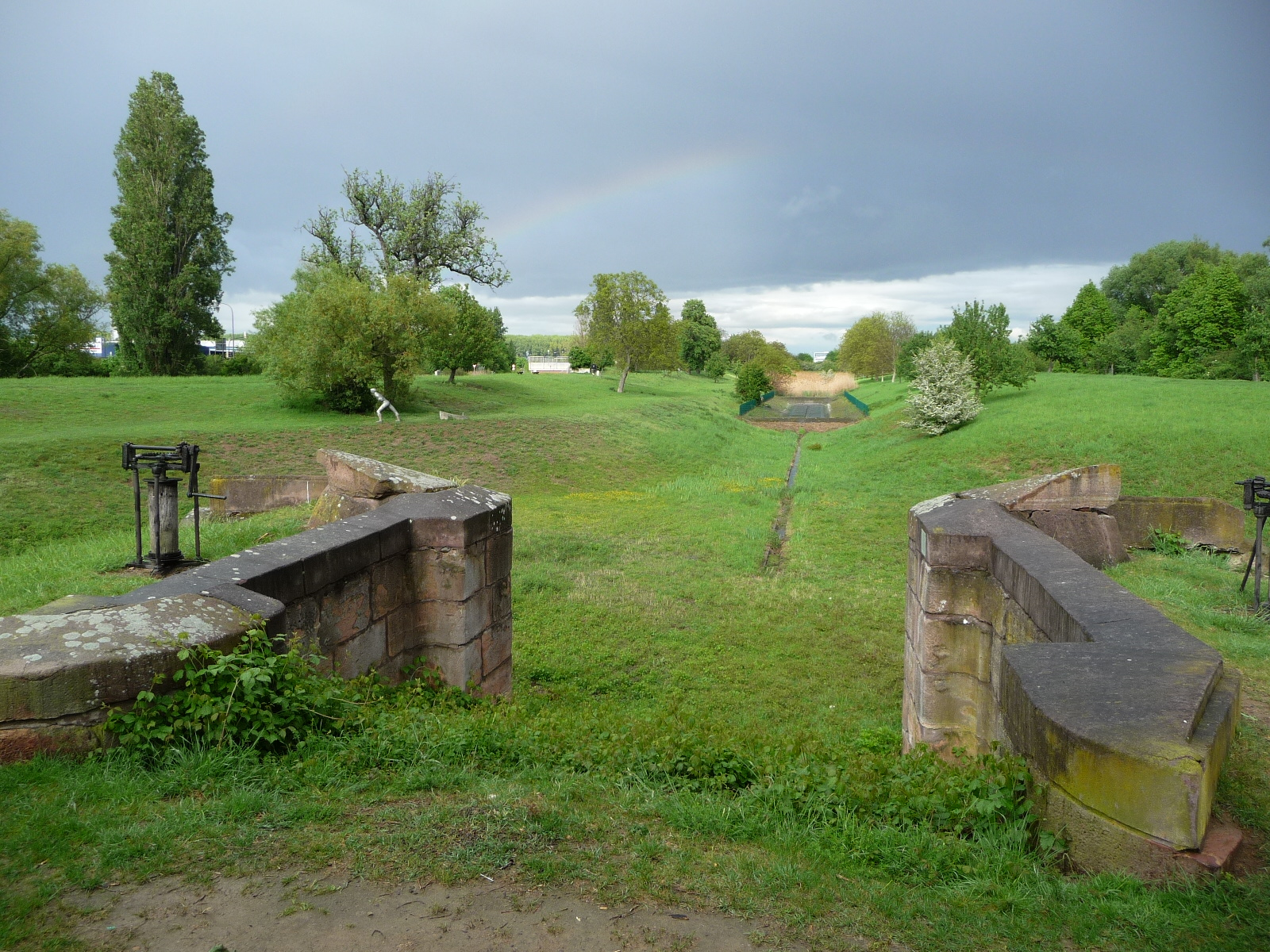
Rest der Schleuse
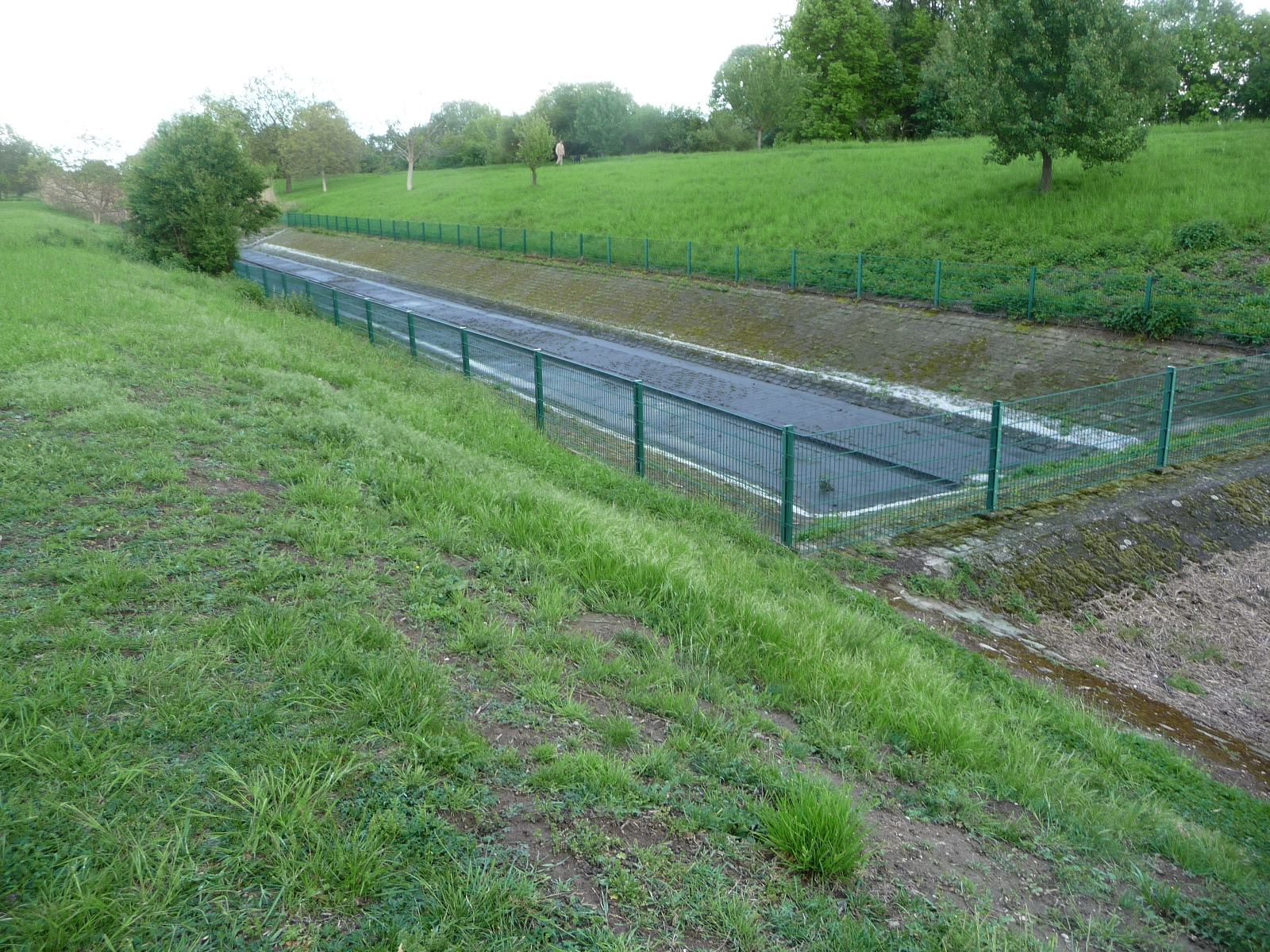
Erhaltenes Kanalteilstück

Einzige Überbleibsel des eigentlichen Kanals sind ein Rückhaltebecken kurz vor dem Ende der Frankenthaler Gemarkung am Ort einer ehemaligen Schleuse (⊙) sowie ein etwa 300 m langes Teilstück (⊙) jenseits der Gemarkungsgrenze in Ludwigshafen-Pfingstweide nahe beim BASF-Tor 15.

## Geschichte

### Erste Arbeiten
Im Verlauf des Mittelalters verschob sich der damals noch nicht begradigte Rhein aus der Peripherie Frankenthals um mehrere Kilometer nach Osten. Dies erschwerte den Handel, der damals in beträchtlichem Maße über die Wasserwege abgewickelt wurde. Deshalb begann 1580 unter dem Pfalzgrafen Johann Casimir, der Frankenthal drei Jahre zuvor die Stadtrechte verliehen hatte, die Errichtung eines Kanals. Der Pfalzgraf stellte dabei Bauholz zur Verfügung, mit dem die Kanalränder gegen Unterspülung gesichert werden sollten. Die Arbeiten gingen nur schleppend voran und zogen sich auch noch unter Johann Casimirs Nachfolgern hin. Während des Dreißigjährigen Kriegs (1618–1648) kamen sie schließlich gänzlich zum Stillstand. Grund hierfür waren hauptsächlich die (erfolglosen) Belagerungen der Stadt – 1621 durch die Spanier unter General Córdoba sowie 1622 durch die Kaiserlichen unter General Tilly.

### Fertigstellung

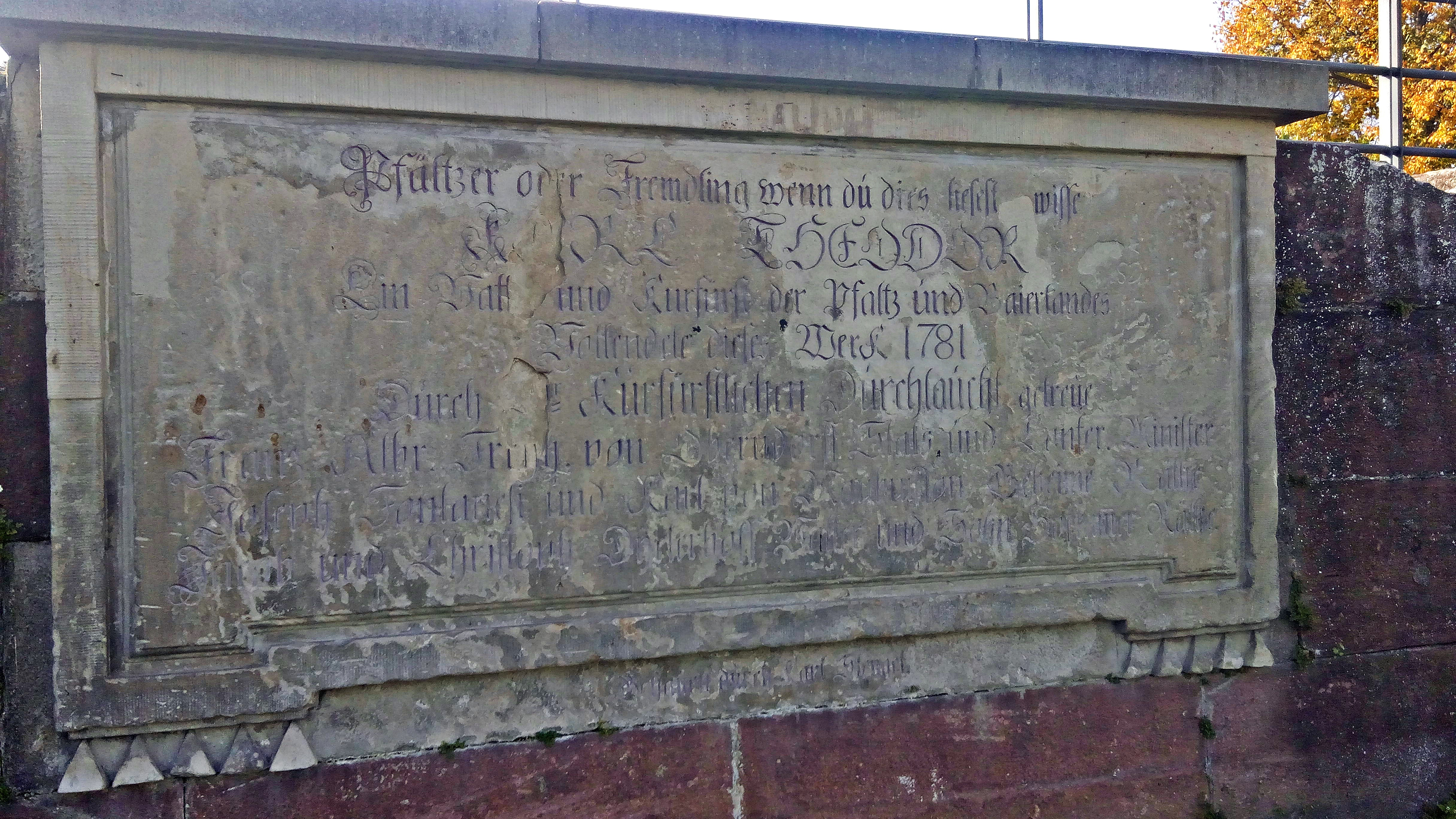
Widmungsinschrift des Kurfürsten Karl Theodor in der Kaimauer

Erst eineinhalb Jahrhunderte später wurde das Vorhaben auf Vorschlag des Geheimrats Joseph Fontanesi wieder aufgenommen. Kurfürst Karl Theodor ließ durch seinen Baudirektor Jacob Arnold Dyckerhoff entsprechende Pläne anfertigen und stellte ab 1772 für die Erdarbeiten 215 Soldaten seiner Mannheimer Garnison ab. Bis 1781 wurde der Kanal fertiggestellt und anschließend zwischen 1781 und 1787 das Hafenbecken gebaut, das südöstlich der Altstadt unmittelbar vor der ab 1718 wieder errichteten Stadtmauer lag. In die westliche Kaimauer, unterhalb eines (inzwischen abgerissenen) Krans, ließ der Kurfürst, der 1777 auch das Wittelsbacher-Erbe in Bayern angetreten hatte, nachstehende Inschrift einfügen, die bis heute erhalten ist:

„Pfältzer oder Fremdling, wenn du dieses liesest, wisse Karl Theodor ein Vatter und Kurfürst der Pfaltz und Baierlandes vollendete dieses Werk 1781 Durch Se. Kurfürstlichen Durchlaucht getreue Franz Albr. Freyh. v. Oberndorff, Staats- und Konferenz-Minister, Joseph Fontanesi und Karl von Maubuißon, geheime Räthe, Jakob und Christoph Dyckerhoff Vatter und Sohn, Hofkammerräthe.“

Die Kanalschiffe wurden von Menschen oder Pferden gezogen, die sich auf Treidelpfaden bewegten. Neben der Verbindung zum Rhein bewirkte der neue Kanal ein Trockenfallen der feuchten Niederungen in seiner Umgebung, so dass zusätzlich etwa 5000 Morgen Ackerland gewonnen werden konnten.

### Krieg und Hochwasser
Als ab 1793 französische Revolutionstruppen die linksrheinischen Gebiete der Kurpfalz eroberten, wurden bei den Kämpfen die Brücken, Dämme und Mauern des Kanals so erheblich beschädigt, dass er nur sechs Jahre nach seiner Inbetriebnahme nicht mehr zu benutzen war. Zudem brachen, nachdem aufgrund des Wiener Kongresses (1815) im Folgejahr das Königreich Bayern die Verwaltung der nun Rheinkreis genannten Pfalz übernommen hatte, bei Hochwässern in den Jahren 1816 und 1817 die ebenfalls schadhaften Rheindeiche. Jedes Mal wurde anschließend die Niederung um den Frankenthaler Kanal großräumig überschwemmt. Dabei kam es an den Kanalanlagen zu weiteren Schäden, vor allem zu Unterspülungen. Erst 1821 bewilligte Bayern Gelder zur Wiederherstellung, und als eine zusätzliche Schleuse von 76 m Länge gebaut worden war, konnte der Kanal ab 1823 wieder befahren werden. Doch schon von Oktober 1824 an schränkten neue Überschwemmungen den Gebrauch des Kanals ein weiteres Mal ein. Trotzdem wurden die Sanierungsbemühungen noch bis 1839 fortgesetzt.

### Bedeutungsverlust und Stilllegung

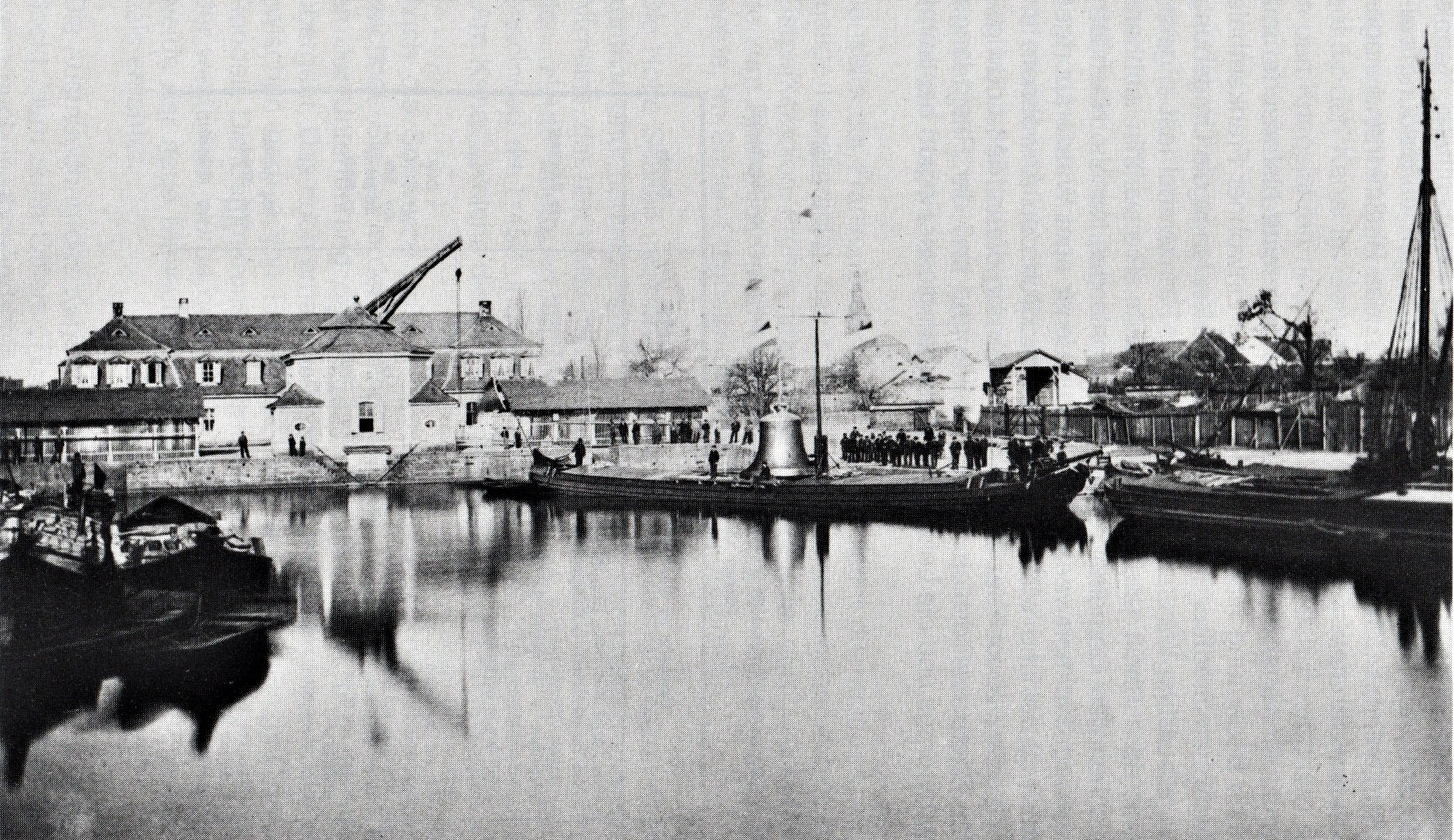
Die Kölner Kaiserglocke, auf ein Schiff verladen, 1875 im Frankenthaler Kanalhafen

Mit dem Bau der Eisenbahnen ging die Bedeutung des Kanals immer weiter zurück. Allerdings wurde noch 1875 die in Frankenthal von Andreas Hamm gegossene und 26 Tonnen schwere Kaiserglocke des Kölner Doms auf einem der Kanalschiffe zum Rhein transportiert.
Endgültig stillgelegt wurde der Kanal erst im Zweiten Weltkrieg 1944, nachdem er durch Luftangriffe schwer beschädigt worden war. 1954/55 wurde das für nutzlos angesehene Hafenbecken mit 45.000 Tonnen Schutt verfüllt, der 1943 bei der Bombardierung Frankenthals entstanden war. 1966 wurde auch der Kanal bis auf das kleine Teilstück in Ludwigshafen-Pfingstweide zugeschüttet. Die Verfüllung des Kanals machte es zudem notwendig, die Isenach in Richtung Norden nach Mörsch und Bobenheim-Roxheim weiterzuleiten.

## Neuzeit
Im Jahre 1971 übernahm die Stadt Frankenthal den auf ihrer Gemarkung liegenden Westteil des Kanalgeländes vom Land Rheinland-Pfalz mit folgender denkmalschützerischen Auflage:

„Das westliche Hafenbecken ist auf einer Länge von mindestens 60 Metern zu erhalten und in die vorhandene Grünanlage so einzubinden, dass die vorhandenen Kaimauern auf der verbleibenden Gesamtlänge von rund 170 Metern in möglichst großer Höhe vollständig sichtbar bleiben.“

Auf dem Ostteil des Geländes wurden später das Ostparkbad und die Sporthalle Am Kanal errichtet, der Westteil wurde – unter Erhaltung einiger alter Treppenabgänge – als Grünanlage genutzt.

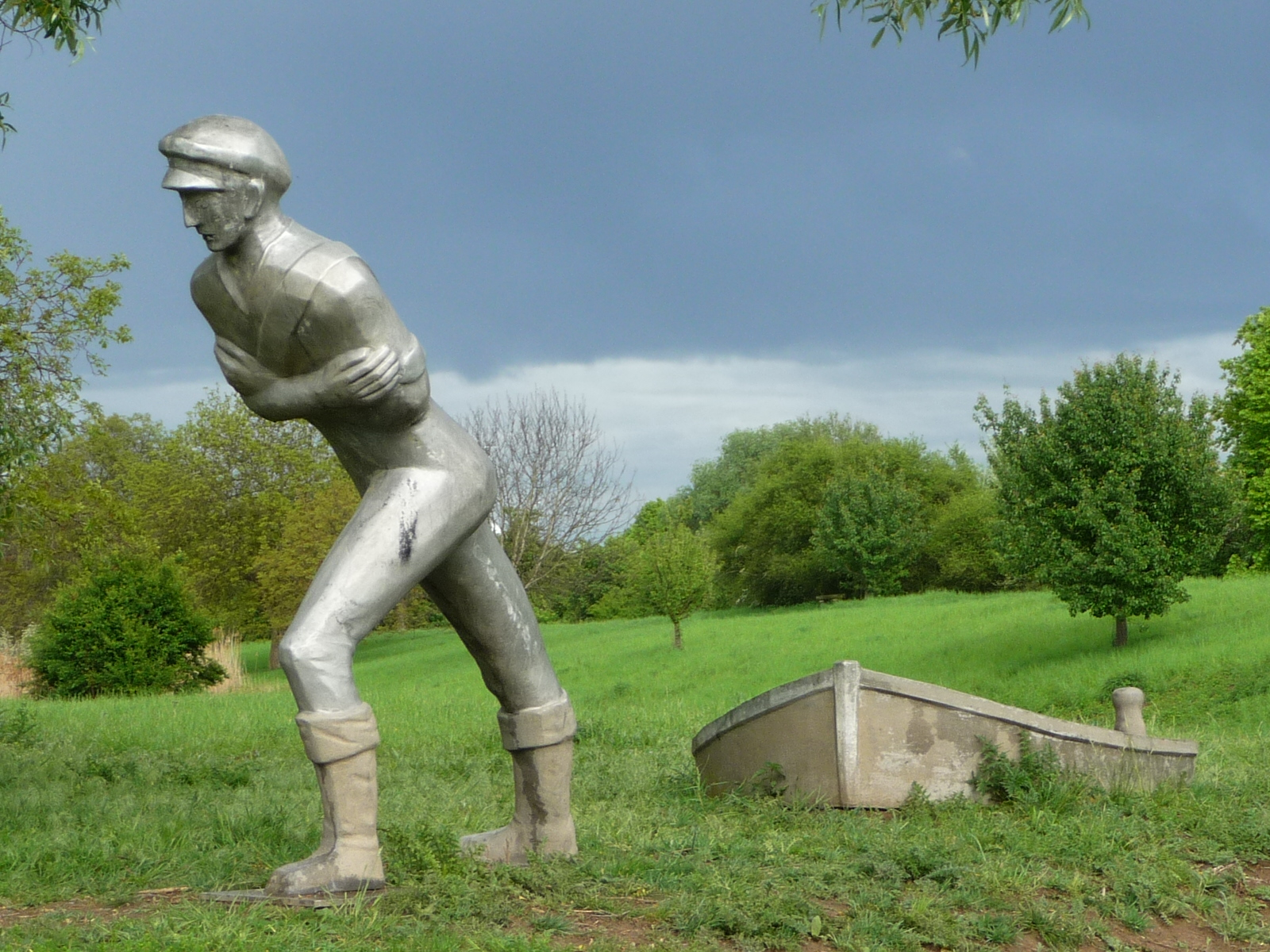
„Treidler mit Schiff“ von Martin Adam Foeller (1976)

An die historischen Bauwerke erinnern heute – neben der restaurierten Stiftungstafel von 1781 sowie zusätzlichen Infotafeln vor Ort – die Straße Am Kanal sowie die Kanalstraße. Zudem schuf 1976 der Frankenthaler Künstler Martin Adam Foeller (1911–1992) eine Bronzeplastik „Der Treidler“ und widmete sie den Menschen, die einst die Kanalschiffe gezogen haben. 1977 oder 1978 wurde die Plastik durch Max Carius gegossen. 2014 kam sie nach Frankenthal zurück und wurde am Kanalhafen aufgestellt. Auch der Kunstverein „Die Treidler“ hat sich nach dem alten Berufszweig benannt.
Am 9. August 2007 begann im Rahmen des 2001 ausgerufenen Bürgerprojekts „Gestaltung der Grünanlage im ehemaligen Hafenbecken des Frankenthaler Kanals“ die Umgestaltung des Hafenbeckens – zusammen mit dem angrenzenden Reststück der Stadtmauer – zu einer Erholungsanlage.
Im November 2009 war das Projekt im Prinzip beendet, es waren 230.000 Euro in die Umgestaltung investiert worden. Allerdings verzögerte sich die Eröffnung der Anlage; denn auf Verlangen der Gemeindeunfallversicherung mussten noch ein Geländer für 15.000 Euro errichtet und die Treppen für 20.000 Euro saniert werden. Zudem wurde in dieser Zeit an der neuen Beleuchtung durch Vandalismus ein Schaden von 9000 Euro verursacht.
Die zusätzlichen Arbeiten ließen die Gesamtkosten auf 282.000 Euro anwachsen, von denen über 100.000 Euro durch Geld- und Sachspenden sowie persönliche Arbeitsleistung gedeckt werden konnten, und die Inbetriebnahme als Erholungsanlage konnte erst 2011 erfolgen.